# Иконописный подлинник
Иконописный подлинник — особое руководство по иконографии, собрание образцов, определяющих все детали канонических изображений различных лиц и событий, воспроизводимых на иконах.
Иконописные подлинники делятся на лицевые и толковые. Лицевой иконописный подлинник содержит рисунки (прориси) икон, располагаемые обычно по дням церковного почитания. В качестве лицевого иконописного подлинника может использоваться лицевой синодик, лицевая Библия, а также собрания отдельных прорисей. Толковый подлинник включает в себя описания сюжетов, композиций, цветов и прочих деталей икон по дням почитания.
Первые дошедшие до нас иконописные подлинники датируются не ранее XVI века. В Российской национальной библиотеке хранится иллюстрированная греко-грузинская рукопись, относимая некоторыми исследователями к XV веку, которая также может являться иконописным подлинником.

### Иконописные подлинники
- Кондаков Н. П. Лицевой иконописный подлинник. Иконография Господа Бога и Спаса нашего Иисуса Христа. — М.: Паломникъ, 2001. — 320 с. — Репринт. изд. 1905.
- Лицевая Библия. 145 иллюстраций к книгам Ветхого и Нового Завета с текстами на церковнославянском и русском языках / илл. А. Соколова, В. Близнюка. — М.: Рос. Библ. о-во, 1995. — 304 с., ил. — ISBN 5-85524-023-1.
- Лицевые святцы XVII века Никольского Единоверческого Монастыря в Москве. Иконописный подлинник иконописца В. П. Гурьянова. — М.: Фонд «Благовест», 1997. — 63 с. — Репринт. изд. 1904.
- Маркелов Г. В. Книга иконных образцов : В 2 т. — Изд-во Ивана Лимбаха, 2006. — ISBN 5-89059-084-7, ISBN 5-89059-085-5
- Подлинник иконописный / зав. ред. П. Роговой. — М.: Паломник, 1996. — 250 с., илл. — Переизд. подлинника Большакова 1903.
- Покровский Н. В. Сийский иконописный подлинник. — СПб., 1895—1898. — (Памятники древней письменности, CVI.)
- Фартусов В. Д. Руководство к писанию икон святых угодников Божиих в порядке дней года. Опыт пособия для иконописцев. — М.: Русскій хронографъ, 2002. — 452 с. — Репринт. изд. 1910.